# Lu Xiaoxin
Lu Xiaoxin (chinesisch 魯 曉鑫 / 鲁 晓鑫, Pinyin Lǔ Xiǎoxīn; * 22. Februar 1989) ist eine chinesische Diskuswerferin.

## Sportliche Laufbahn
Bei den Asienspielen 2014 im südkoreanischen Incheon gewann sie die Silbermedaille hinter. 2015 holte sie Bronze bei den Asienmeisterschaften in Wuhan und schied bei den Weltmeisterschaften in Peking mit 58,55 m in der Qualifikation aus. Zwei Jahre später gewann sie bei den Asienmeisterschaften in Bhubaneswar mit 55,27 m erneut die Bronzemedaille.